# Klara Hensch
Klara Hensch (ur. 1 listopada 1907 w Spiskiej Sobocie, zm. w 1990 w North Bay) – spiskoniemiecka taterniczka, narciarka wysokogórska i lekarka.

## Życiorys
Ukończyła jedno z kieżmarskich gimnazjów, jako lekarka pracowała m.in. w sanatorium doktora Miklósa Szontagha w Nowym Smokowcu. Taternictwo zaczęła uprawiać w 1924 roku, jej partnerami wspinaczkowymi byli głównie spiskoniemieccy i węgierscy taternicy, w kolejnych latach także Polacy. Jako narciarka zjeżdżała m.in. ze Świstowego Szczytu. Wspinała się również w innych europejskich pasmach górskich, m.in. Alpach. Po zakończeniu II wojny światowej przeniosła się do Kanady, również tam uprawiała wspinaczkę. Do ok. 1966 roku pracowała jako lekarka w kanadyjskim North Bay. O swoich tatrzańskich wycieczkach napisała kilka artykułów, ukazywały się one w spiskoniemieckiej i węgierskiej prasie turystycznej.

## Osiągnięcia wspinaczkowe
- trzecie kobiece przejście południowej ściany Zamarłej Turni
- pierwsze kobiece przejście zachodniej ściany Łomnicy.